# 12 ianuarie
ianuarie • februarie • martie  • aprilie  • mai  • iunie  • iulie  • august  • septembrie  • octombrie  • noiembrie  • decembrie
12 ianuarie este a 12-a zi a calendarului gregorian. Mai sunt 353 de zile până la sfârșitul anului (354 de zile în anii bisecți).

## Evenimente

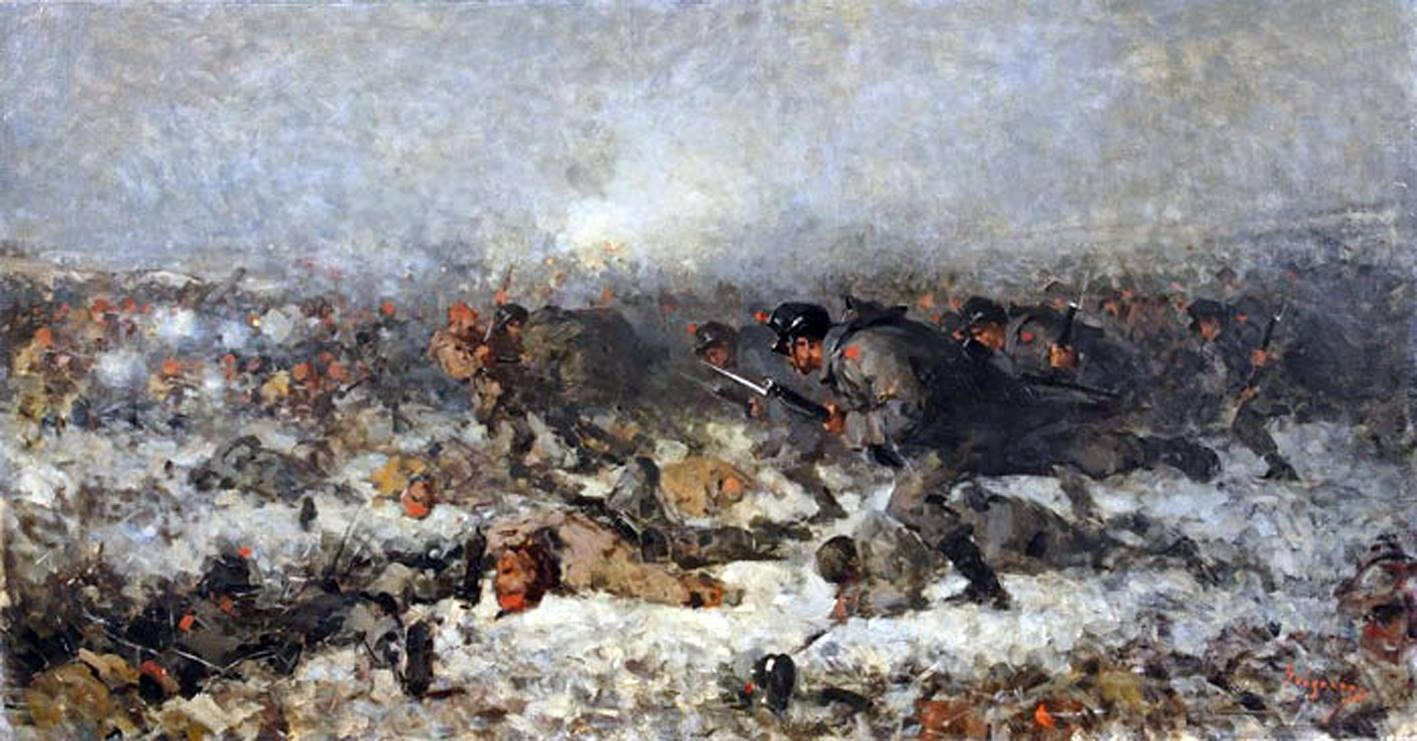
1878: Trupele române, ocupă Smârdanul. În imagine „Atacul de la Smârdan”, tablou de Nicolae Grigorescu

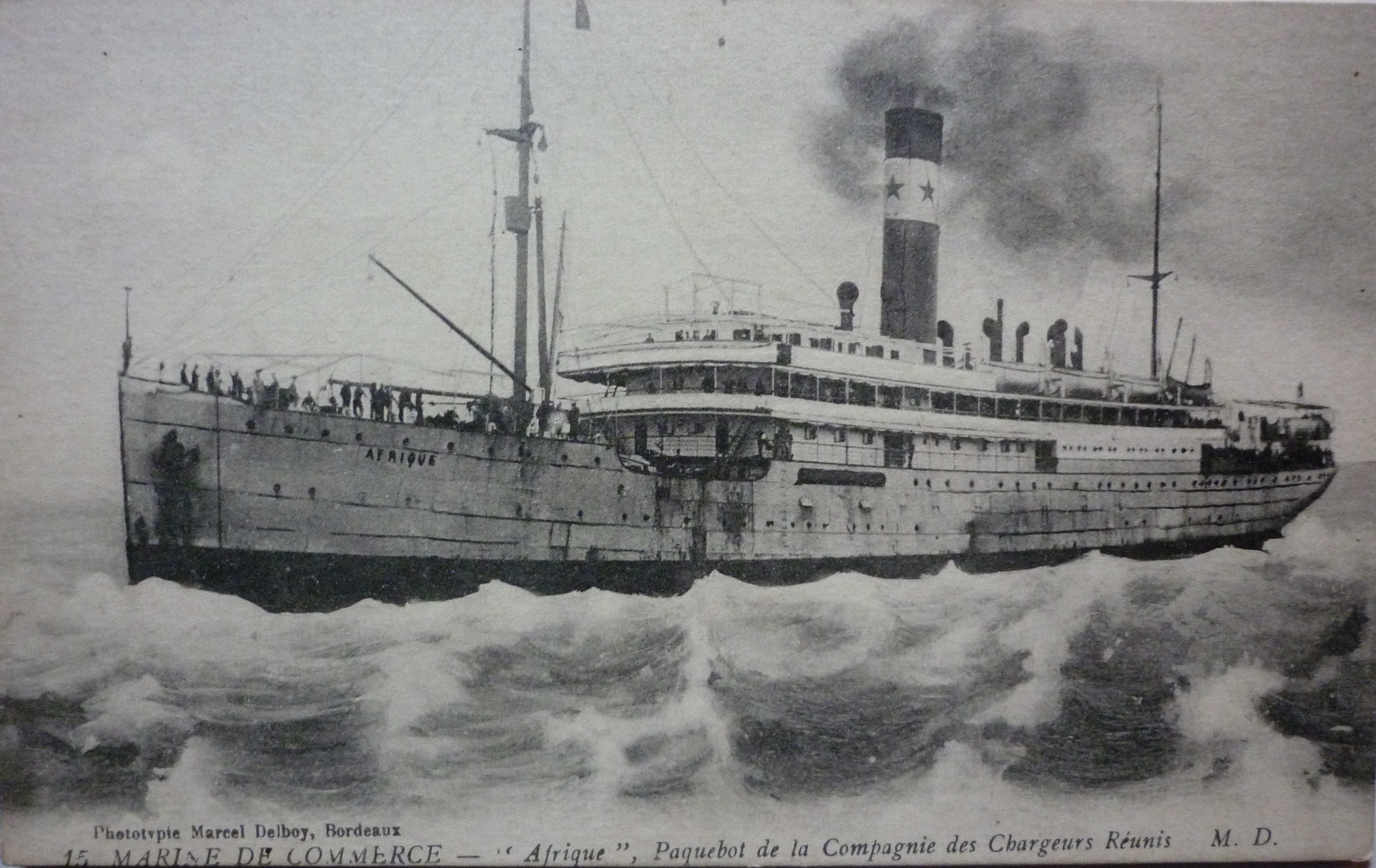
1920: Nava franceză de pasageri SS Afrique (foto) se află pe coasta franceză când pierde puterea motorului într-o furtună și se scufundă. Dintre cei 609 pasageri și membri ai echipajului, doar 34 supraviețuiesc. Accidentul este considerat unul dintre cele mai mari dezastre din istoria transportului cu abur francez.

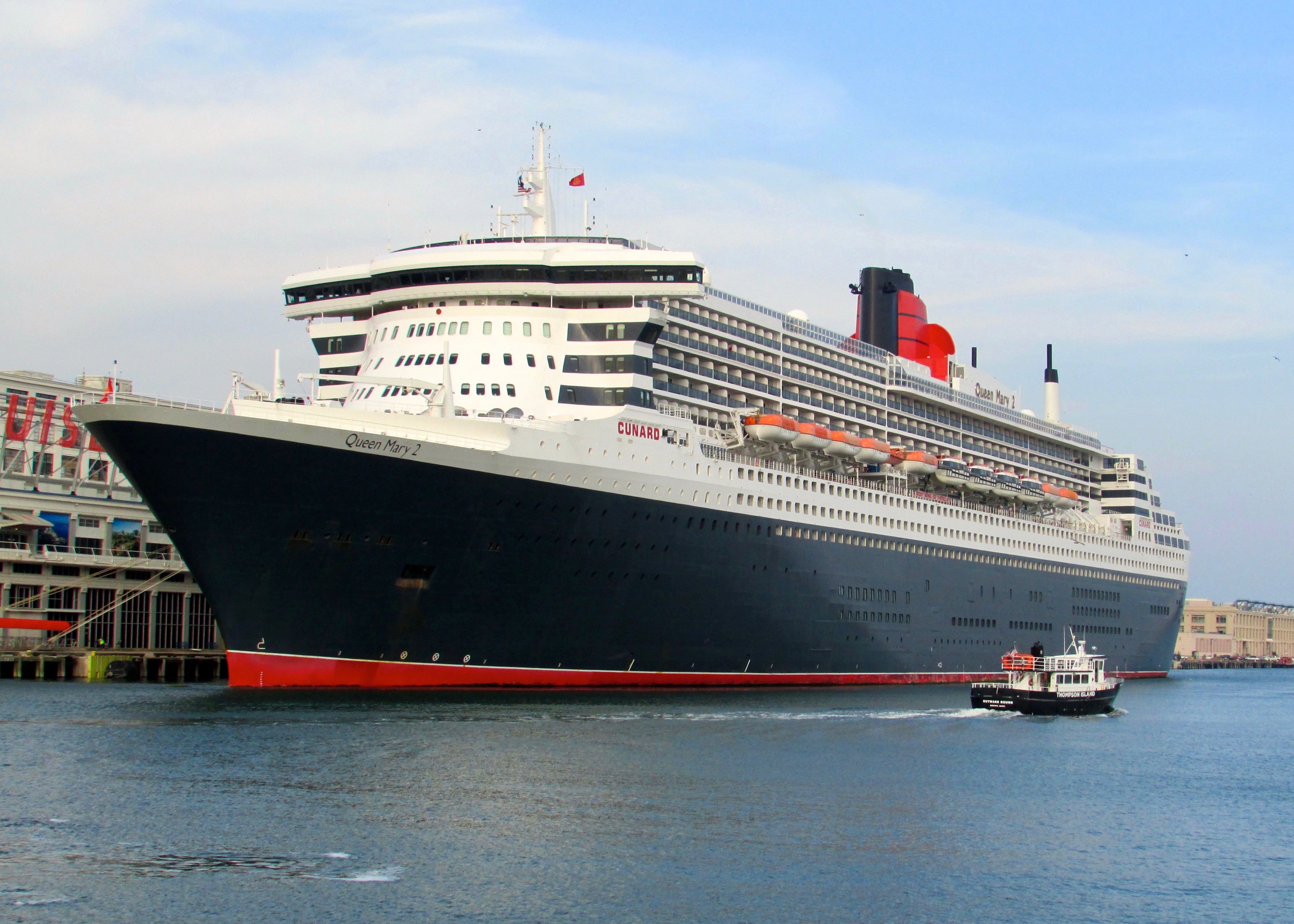
2004: Cel mai mare transatlantic din lume, RMS Queen Mary 2, își face călătoria inaugurală.

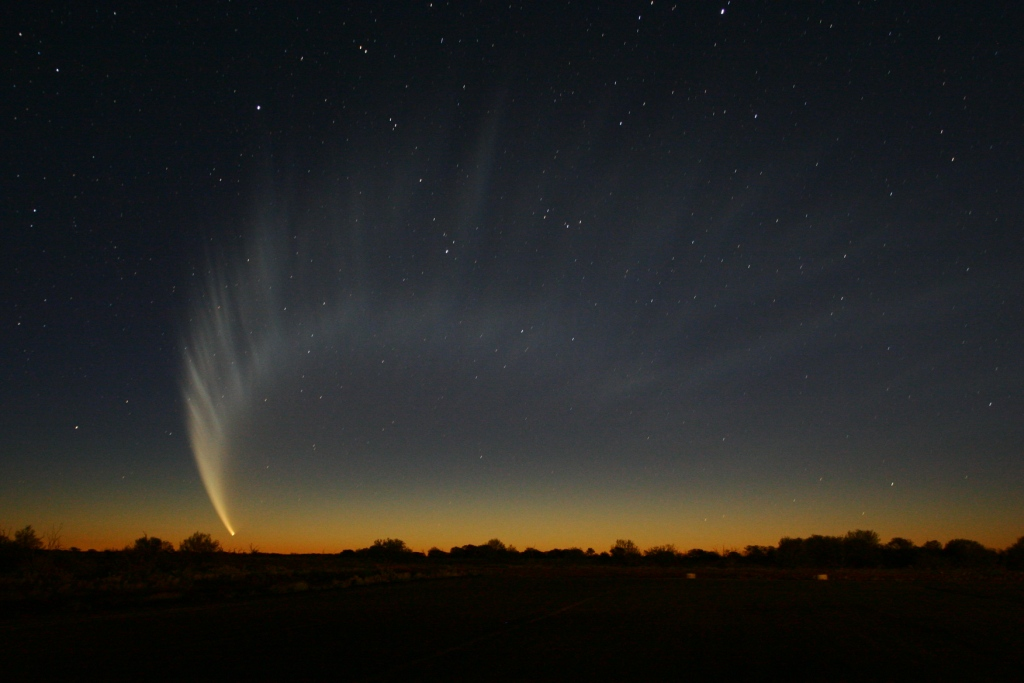
2007: Cometa C/2006 P1 (McNaught), cea mai mare cometă măsurată vreodată, se află la zenit, vizibilă în timpul zilei.

- 1483: Căsătoria Olenei, fiica lui Ștefan cel Mare, domnul Moldovei, cu Ivan, fiul și moștenitorul marelui cneaz al Moscovei, Ivan al III-lea.
- 1528: Gustav I este încoronat rege al Suediei. El domnea deja de la alegerea sa în iunie 1523.[1]
- 1616: Orașul Belém, Brazilia, este fondat pe delta fluviului Amazon, de către căpitanul portughez Francisco Caldeira Castelo Branco.
- 1840: Eforia Școalelor dă actul prin care se decide că țiganii au dreptul de a învăța alături de toți ceilalți cetățeni.
- 1848: Revoluția de la 1848 izbucnește în Italia, la Palermo.
- 1872: Yohannes al IV-lea este încoronat împărat al Etiopiei la Axum, prima încoronare imperială în acel oraș în peste 200 de ani.[2]
- 1878: Războiul de Independență: trupele române, ocupă Smârdanul, punct important în sistemul de apărare al Cetății Vidin.
- 1880: Olanda recunoaște independența României.
- 1888: Furtuna de zăpadă Schoolhouse Blizzard, numită și „Viscolul școlar” străbate statele americane din marile cîmpii. Cel puțin 200 de oameni surprinși de viscol sunt uciși, majoritatea elevi. Viscolul a venit în mod neașteptat într-o zi relativ caldă.[3][4]
- 1915: Camera Reprezentanților a Statelor Unite ale Americii respinge o propunere de a solicita statelor să acorde femeilor dreptul de vot.
- 1918: Are loc accidentul minier de cărbune în Halmer End, Staffordshire, în care mor 155 de bărbați și băieți.[5]
- 1920: Nava franceză de pasageri SS Afrique se află pe coasta franceză când pierde puterea motorului într-o furtună și se scufundă. Dintre cei 609 pasageri și membri ai echipajului, doar 34 supraviețuiesc. Accidentul este considerat unul dintre cele mai mari dezastre din istoria transportului cu abur francez.
- 1932: Are loc premiera filmului "Chemarea dragostei", care prezintă povestea unei fete de țară sedusă de un boier cinic și aruncată în "vâltoarea metropolei". Zbuciumul fecioarei abandonate era punctat de diverse arii de operă și pagini folclorice asigurate de popularul Zavaidoc.
- 1943: Trupele sovietice fac prima breșă în încercuirea germană a orașului Leningrad.
- 1950: URSS reintroduce pedeapsa cu moartea pentru spionaj și sabotaj.
- 1951: Intră în vigoare Convenția cu privire la prevenirea și reprimarea genocidului, adoptată de Adunarea Generală a ONU, la 9 decembrie 1948. România a aderat la Convenție la 3 noiembrie 1950.
- 1957: Crearea Conferinței permanente a puterilor locale și regionale din Europa (azi Congresul puterilor locale și regionale din Europa), reunind în cadrul Consiliului Europei aleșii colectivităților locale și regionale.
- 1967: După moartea sa, corpul lui James Bedford, profesor american de psihologie la Universitatea din California, este pus în crioconservare. Decedatul este prima persoană care speră la o resuscitare în viitor în acest fel.[6][7][8]
- 1984: În Egipt a reînceput procesul de restaurare a marilor piramide.
- 1990: Zi de doliu național în memoria victimelor Revoluției din decembrie 1989.
- 1990: La București se desfășoară un miting în care se cere reintroducerea pedepsei capitale; cu acea ocazie eșuează încercarea lui Dumitru Mazilu de a prelua conducerea Consiliului FSN și a-l înlătura pe Ion Iliescu de la putere
- 1991: Congresul american a răspuns pozitiv demersului propus de președintele George W. Bush, de a lua parte la confruntările militare din Golful Persic
- 1995: La Trenton, New Jersey, are loc prima audiție a lucrării compozitorului de origine română, Sabin Păutza, scrisă cu ocazia sărbătoririi zilei de naștere a lui Martin Luther King jr.
- 1998: Un numar de 19 țări europene, între care și România, semnează, la Paris, Protocolul privind interzicerea clonării umane – primul text de drept internațional constrângător elaborat în acest domeniu
- 1999: Greva minerilor din Valea Jiului. Liderii minerilor cer venirea președintelui Emil Constantinescu în Valea Jiului.
- 2001: Intră în vigoare Acordul bilateral între Polonia și Kazahstan privind obligativitatea vizelor.
- 2004: Cel mai mare transatlantic din lume, RMS Queen Mary 2, își face călătoria inaugurală.
- 2007: Cometa C/2006 P1 (McNaught), cea mai mare cometă măsurată vreodată, se află la zenit, vizibilă în timpul zilei.
- 2010: Are loc cutremurul din Haiti, care a ucis între 220.000 și 300.000 de oameni și a distrus o mare parte din capitala Port-au-Prince.[9]
- 2012: Proteste la București, pe măsură ce manifestările de două zile continuă împotriva măsurilor de austeritate economică ale președintelui Traian Băsescu. În numeroase orașe românești sunt raportate ciocniri între protestatari și ofițeri ai legii.

## Nașteri
- 1562: Carol Emanuel I, Duce de Savoia (d. 1630)
- 1628: Charles Perrault, scriitor francez (d. 1703)
- 1729: Edmund Burke, filosof și om politic britanic (d. 1797)
- 1746: Johann Heinrich Pestalozzi, pedagog și didactician elvețian (d. 1827)
- 1751: Regele Ferdinand I al celor Două Sicilii (d. 1825)
- 1808: Christian Tell, general și om politic, participant la Revoluția de la 1848 (d. 1884)

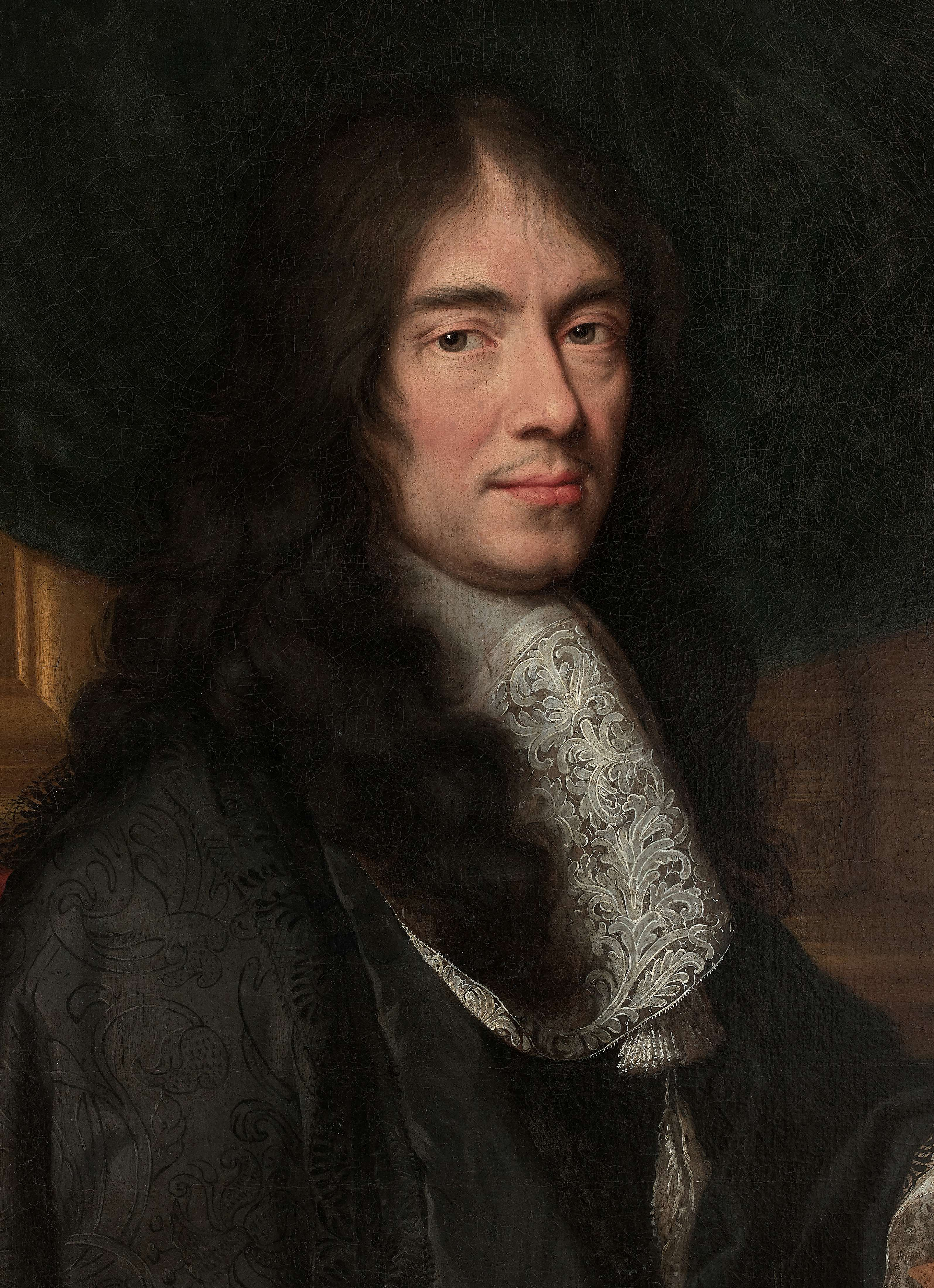
Charles Perrault, scriitor francez
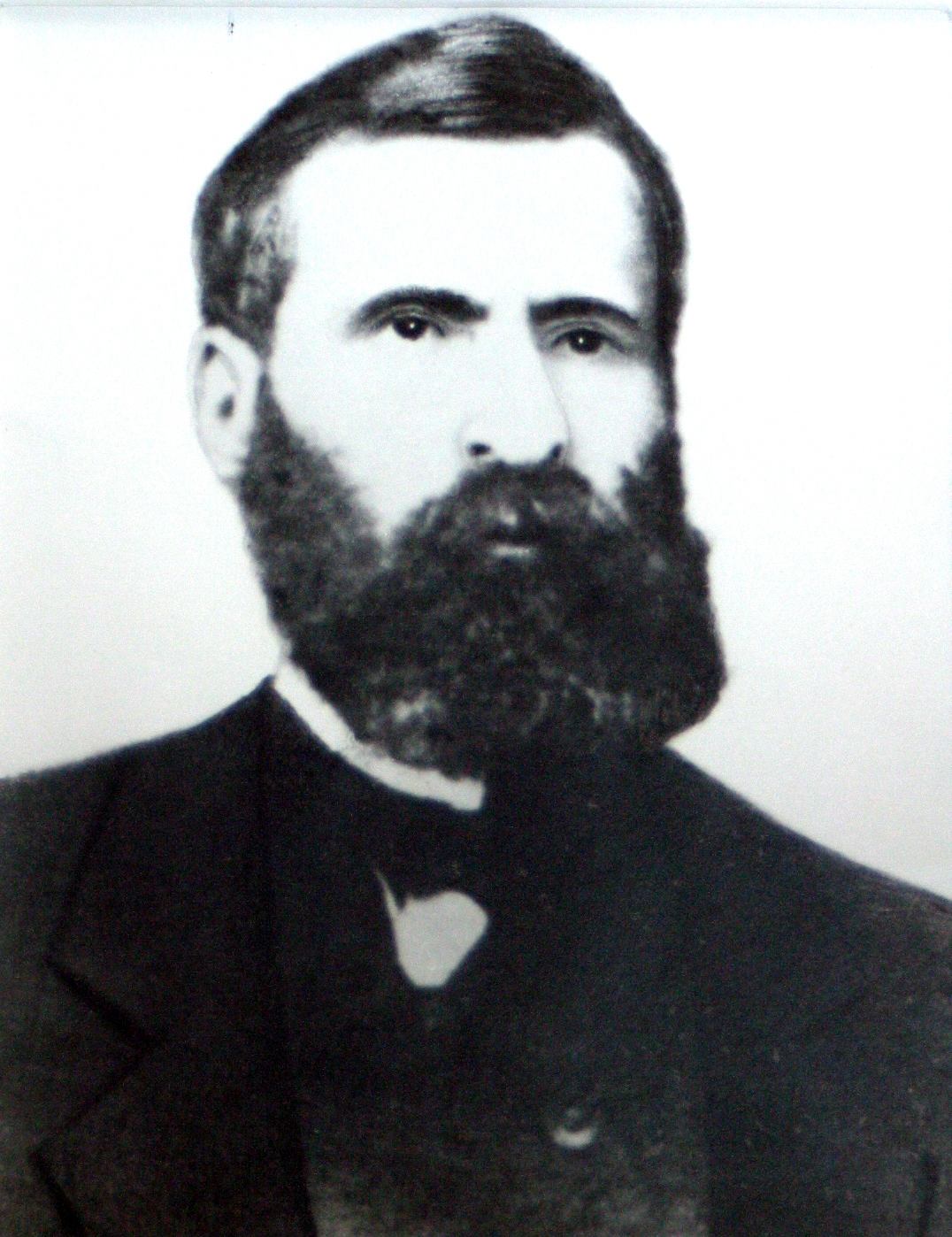
Christian Tell, general și om politic, pașoptist
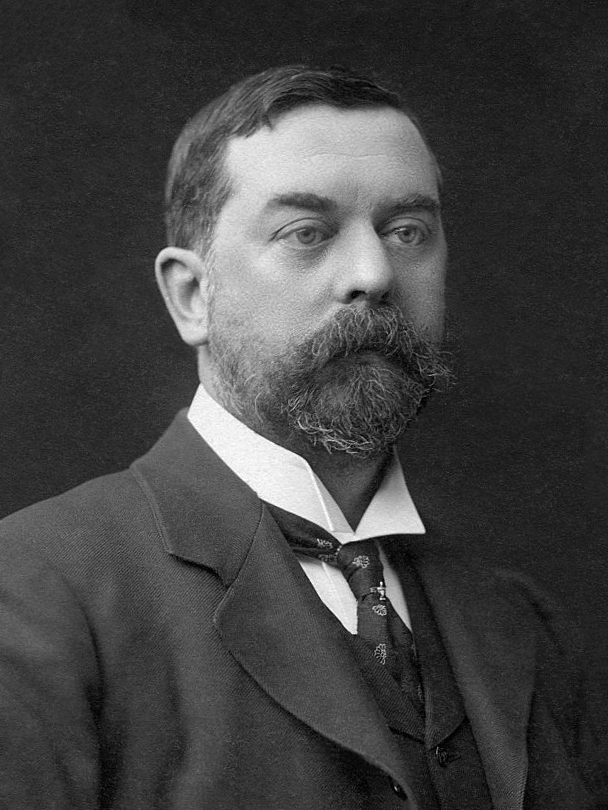
John Singer Sargent, pictor american

- 1810: Ferdinand al II-lea al Celor Două Sicilii (d. 1859)
- 1849: Jean Béraud, pictor francez (d. 1935)
- 1856: John Singer Sargent, pictor american (d. 1925)
- 1857: Sabba Ștefănescu, geolog și paleontolog român (d. 1931)
- 1863: Swami Vivekananda, filosof indian (d. 1902)
- 1874: Léon Cauvy, pictor francez (d. 1933)
- 1876: Jack London, scriitor englez (d. 1916)
- 1881: Mihail Gașpar, prozator român (d. 1929)
- 1889: Enrico Bompiani, matematician italian, membru de onoare al Academiei Române  (d. 1975)
- 1893: Hermann Göring, comandant militar german, al doilea om ca importanță în Germania Nazistă (d. 1946)
- 1893: Alfred Rosenberg, influent membru al partidului nazist (d. 1946)
- 1895: Sándor Földes, scriitor, poet, jurnalist maghiar (d. 1968)
- 1903: Igor Kurchatov, fizician rus (d. 1960)
- 1906: Emmanuel Levinas, filosof francez (d. 1995)
- 1907: Serghei Koroliov, inginer rus, proiectant de rachete (d. 1966)
- 1910: Luise Rainer, actriță germană
- 1925: Laurențiu Profeta, compozitor român (d. 2006)
- 1926: Alexandru Andriescu, filolog și istoric literar român (d. 2014)
- 1926: Horea Popescu, regizor român (d. 2010)

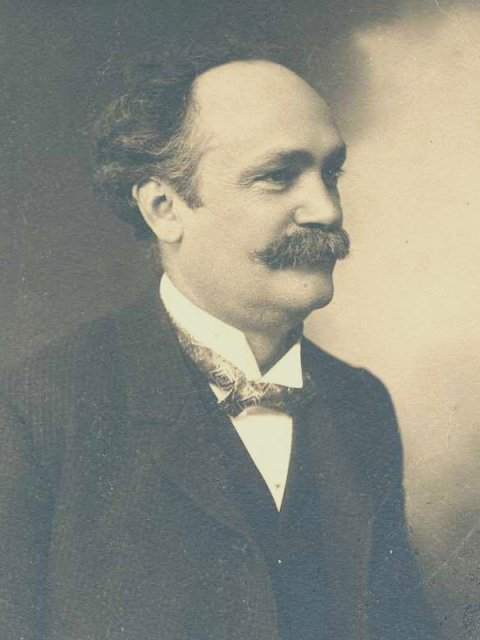
Sabba Ștefănescu, geolog și paleontolog român
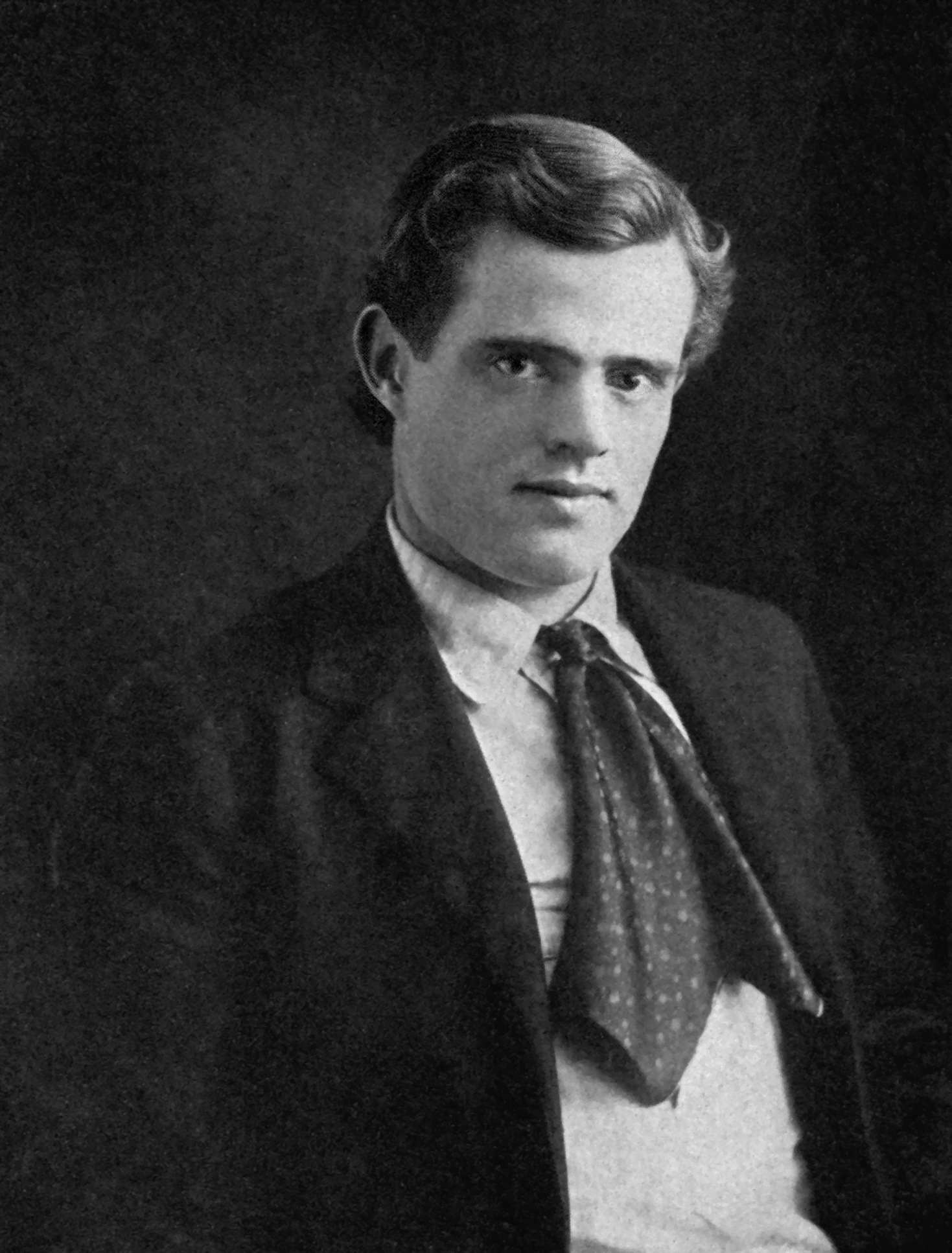
Jack London, scriitor englez
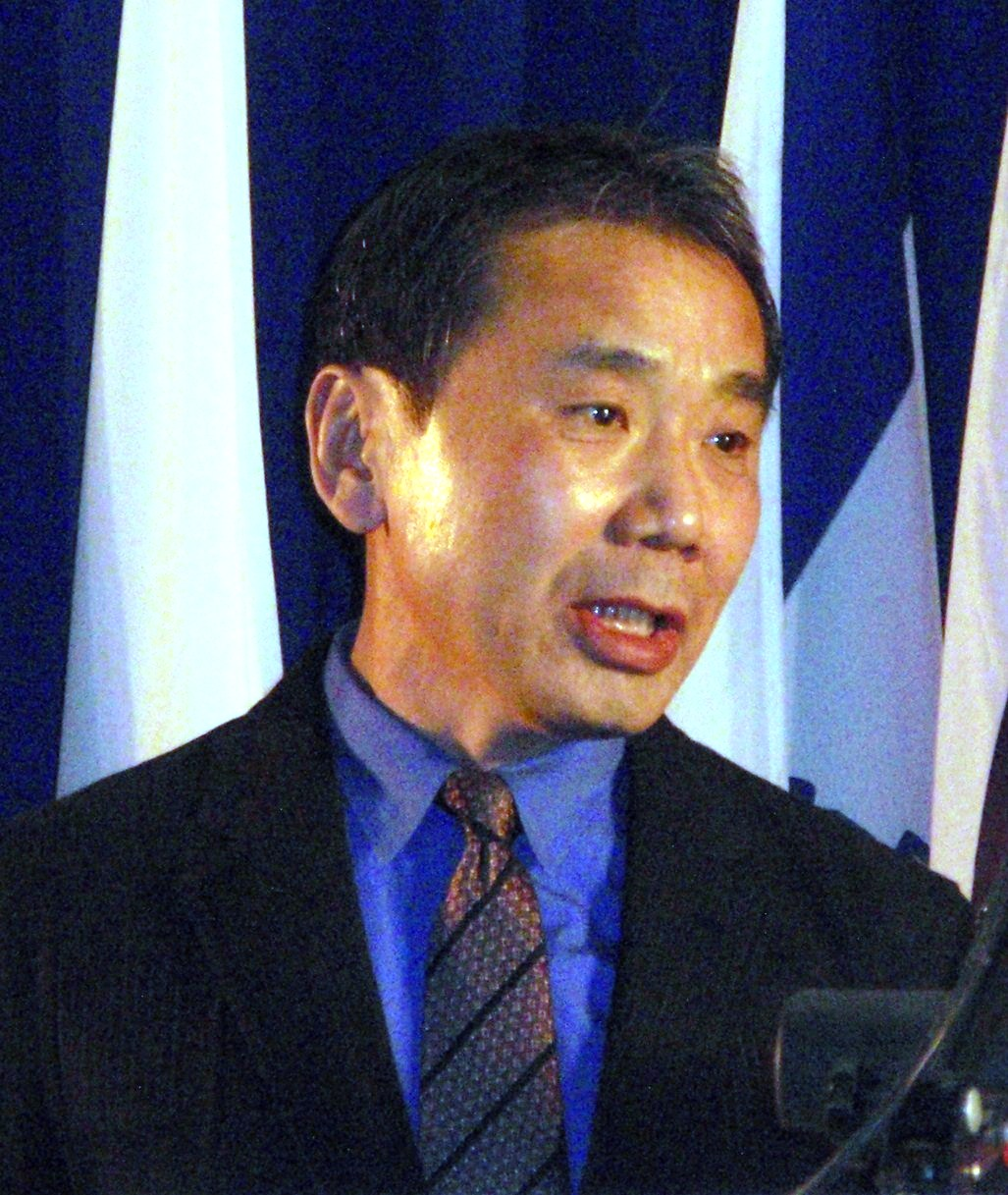
Haruki Murakami, scriitor japonez

- 1939: Rodica Tapalagă, actriță română (d. 2010)
- 1941: Lazăr Puhalo, arhiepiscop, teolog și editor ortodox din Canada
- 1949: Haruki Murakami, scriitor japonez
- 1951: Kirstie Alley, actriță americană (d. 2022)
- 1957: Vasile Botnaru, jurnalist moldovean
- 1958: Marian Sârbu, politician român
- 1956: Nikolai Noskov, cântăreț rus
- 1959: Per Gessle, muzician suedez (Roxette)
- 1963: Gheorghe Dragomir, politician român
- 1967: Aura Christi, poet român
- 1984: Romeo Surdu, fotbalist român
- 1987: Naya Rivera, actriță și cântăreață americană (d. 2020)
- 1993: Zayn Malik, cântăreț britanic, fost membru al trupei One Direction (2010-2015)

## Decese
- 1049: Abū-Sa'īd Abul-Khair, poet persan (n. 967)
- 1321: Maria de Brabant, soția regelui Filip al III-lea al Franței (n. 1256)
- 1519: Maximilian I, Sfânt Împărat Roman (n. 1459)
- 1665: Pierre de Fermat, matematician și avocat francez (n. 1601)
- 1759: Anne, Prințesă Regală și Prințesă de Orania (n. 1709)
- 1831: Prințesa Louise a Danemarcei și Norvegiei (n. 1750)
- 1834: William Grenville, prim-ministru al Regatului Unit (n. 1759)
- 1855: Maria Theresa a Austriei, arhiducesă de Austria și prințesă de Toscana (n. 1801)
- 1871: Eduardo Zamacois y Zabala, pictor spaniol (n. 1841)
- 1875: Împăratul Tongzhi, împărat chinez (n. 1856)
- 1884: Barbu Bălcescu,  avocat și revoluționar român, fratele mai mic al lui Nicolae Bălcescu (n. 1821)
- 1885: Gheorghe Slăniceanu, general român (n. 1835)

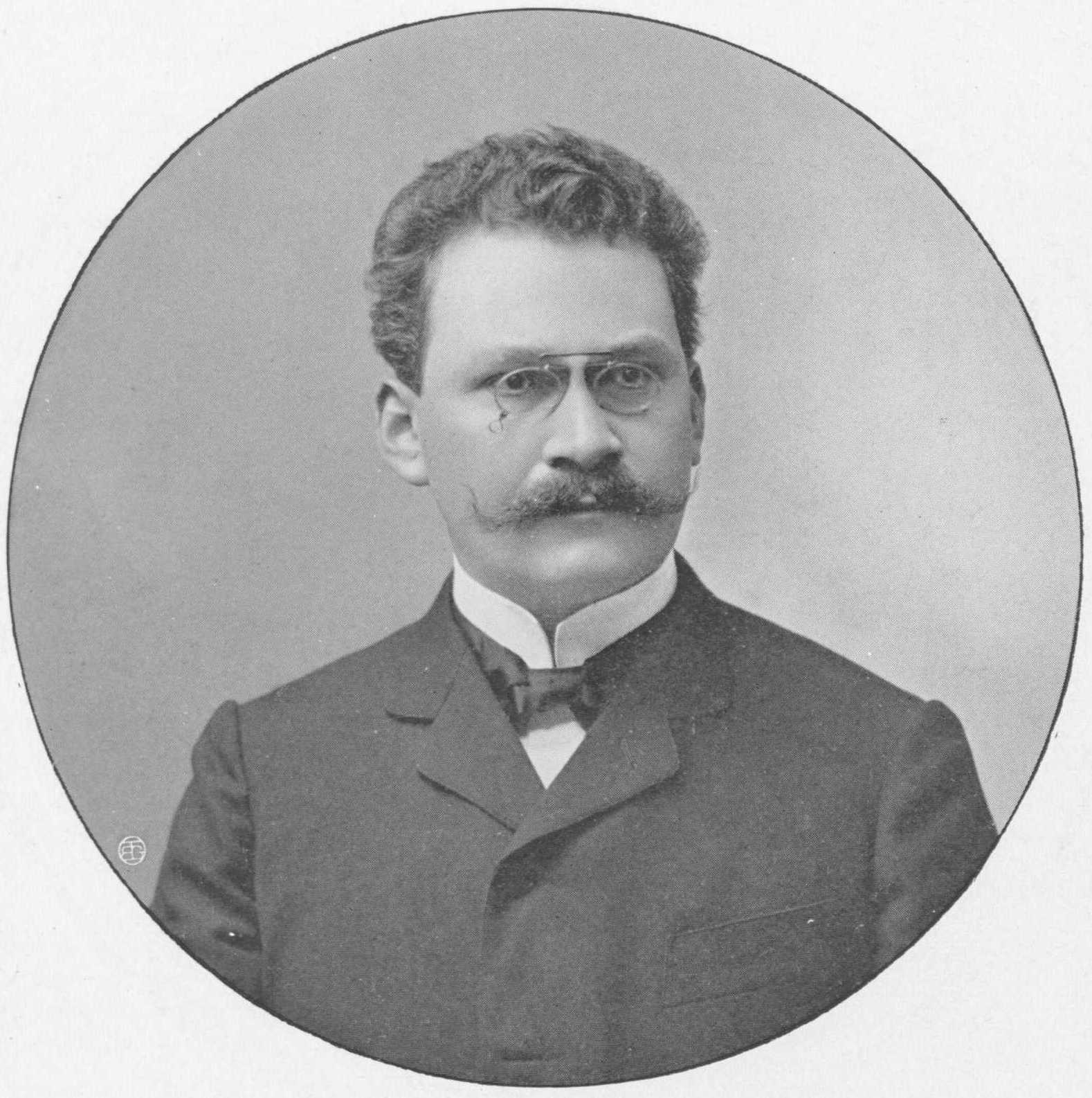
Hermann Minkowski, matematician german
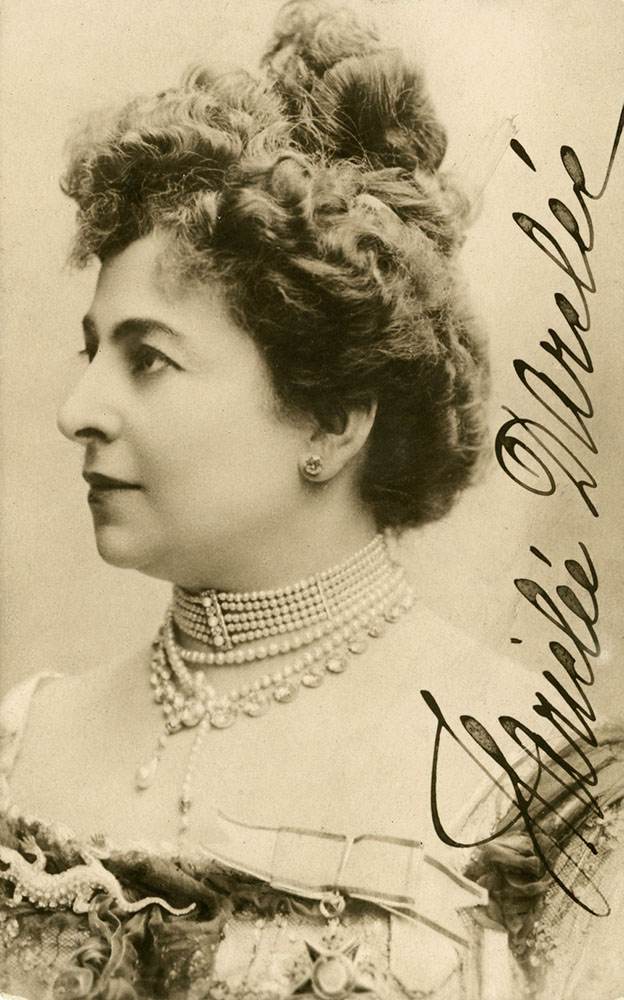
Hariclea Darclée, cântăreață română de operă
Agatha Christie, scriitoare engleză

- 1909: Hermann Minkowski, matematician german (n. 1864)
- 1923: Jan Urban Jarník, filolog ceh, romanist și albanolog (n. 1848)
- 1938: Gösta Ekman, actor suedez (n. 1939)
- 1939: Hariclea Darclée, cântăreață română de operă (n. 1860)
- 1974: Prințesa Patricia de Connaught (n. 1886)
- 1976: Agatha Christie, scriitoare engleză de romane polițiste (n. 1890)
- 1977: Henri-Georges Clouzot, regizor francez (n. 1907)
- 1983: Lucian Predescu, istoriograf român (n. 1907)
- 1986: Marcel Arland, prozator și critic literar francez (n. 1899)
- 1992: Tudor George, poet și traducător român (n. 1926)
- 1995: Takako Irie, actriță japoneză (n. 1911)
- 2017: Giulio Angioni, scriitor și antropolog italian (n. 1939)
- 2019: Etsuko Ichihara, actriță japoneză (n. 1936)
- 2021: Florentin Crihălmeanu, episcop român unit (n. 1959)
- 2021: Bogdan Stanoevici, actor și politician român (n. 1958)
- 2022: Marie-José Denys, politiciană franceză (n. 1950)
- 2022: Ronnie Spector, cântăreață americană (n. 1943)
- 2023: Lisa Marie Presley, fiica lui Elvis Presley (n. 1968)

## Sărbători
- Sf. Mc. Tatiana diaconița si Eutasia (calendar crestin-ortodox; calendar romano-catolic; calendar greco-catolic)